# (73408) 2002 LH26
(73408) 2002 LH26 – planetoida z pasa głównego asteroid okrążająca Słońce w ciągu 3,48 lat w średniej odległości 2,3 j.a. Odkryta 6 czerwca 2002 roku.